# Scopula pseudohonestata
Scopula pseudohonestata là một loài bướm đêm trong họ Geometridae.